# الناظم (حكومة)
الناظم والصوبدار هو موظف الحكومة القائم على المدن والأضلع والمجالس الاتحادية الباكستانية. ووظيفة ناظم كوظيفة رئيس البلدية.